# Ranunculus glaberrimus
Ranunculus glaberrimus är en ranunkelväxtart som beskrevs av William Jackson Hooker. Ranunculus glaberrimus ingår i släktet ranunkler, och familjen ranunkelväxter. Utöver nominatformen finns också underarten R. g. ellipticus.

## Bildgalleri

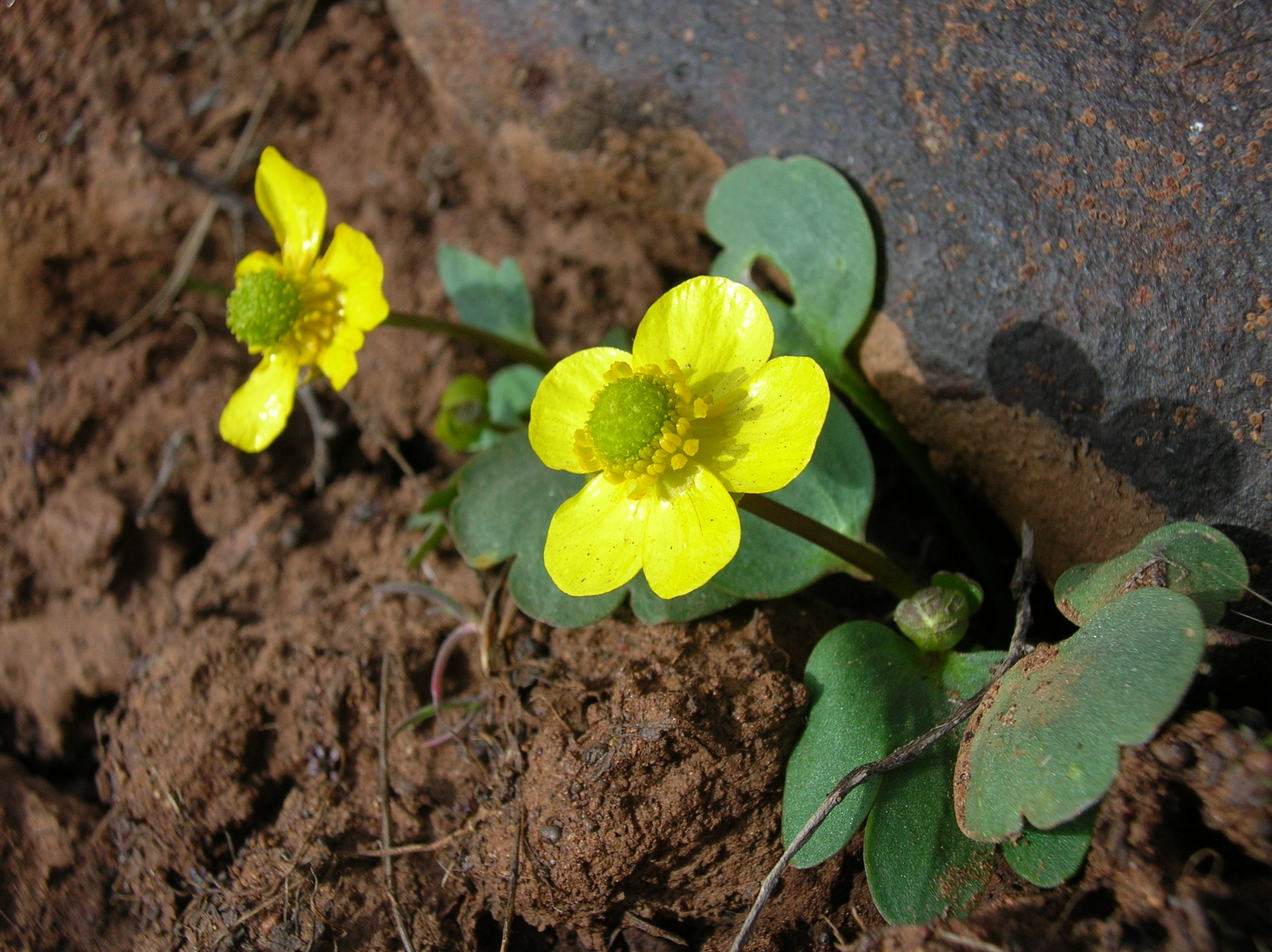
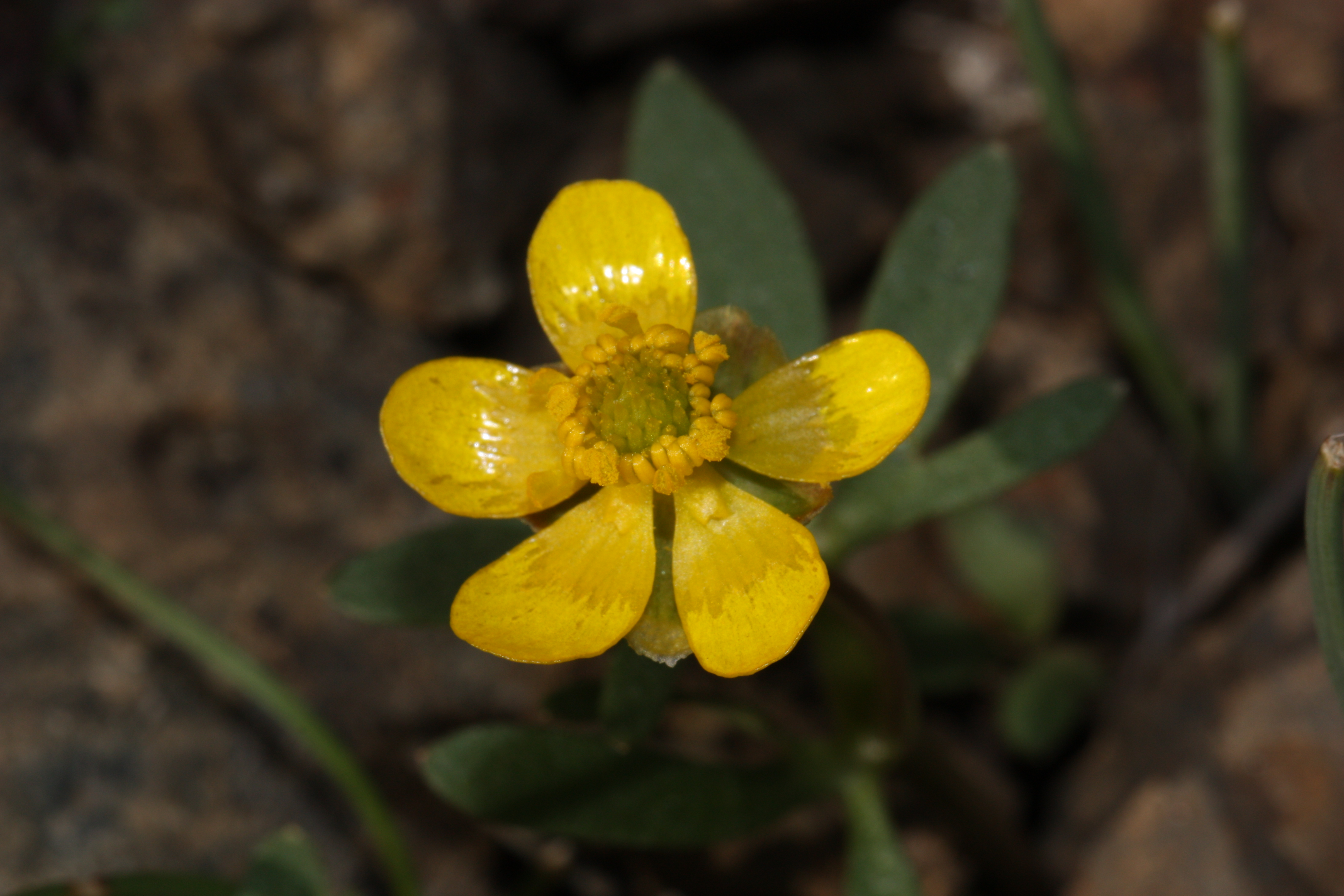
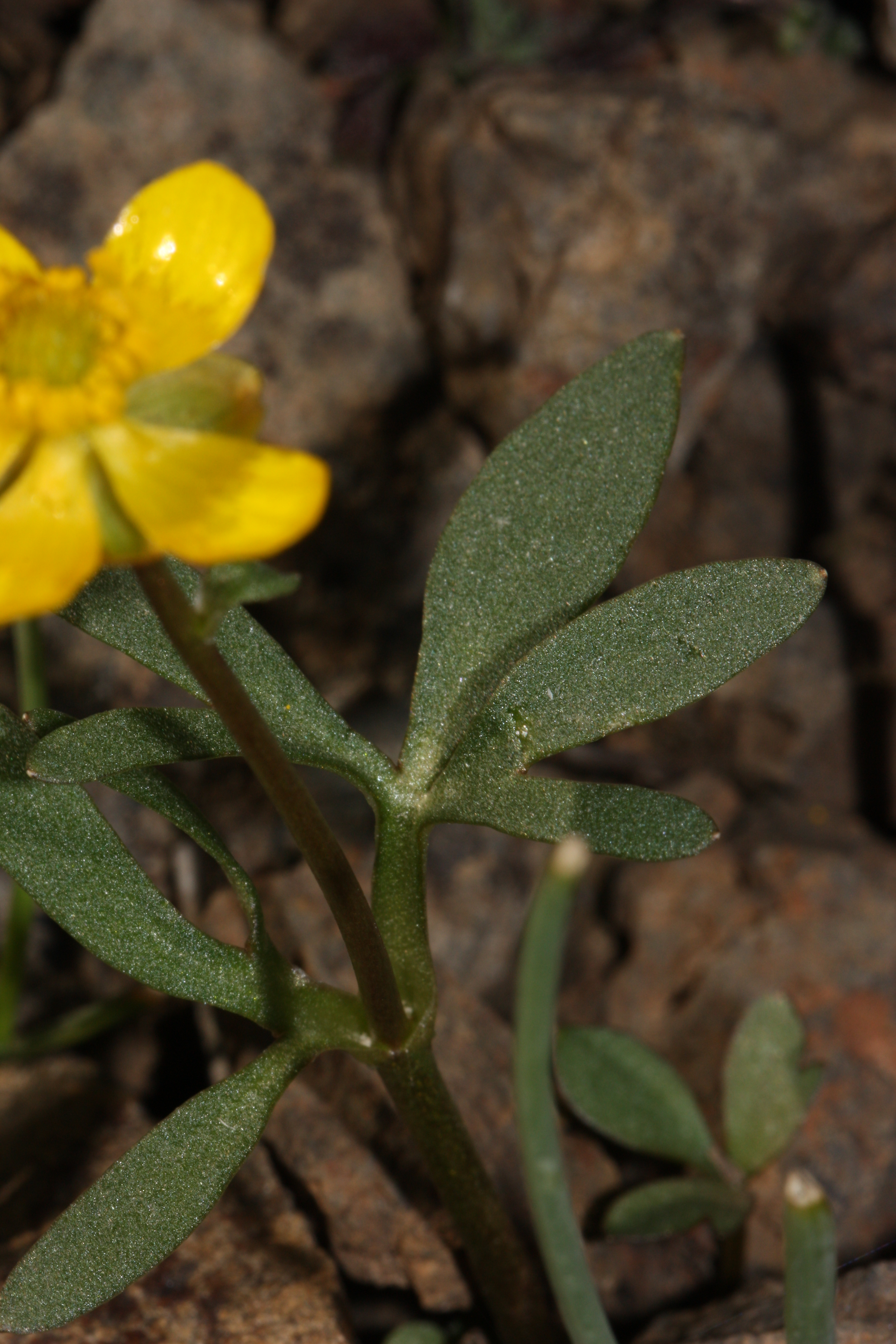
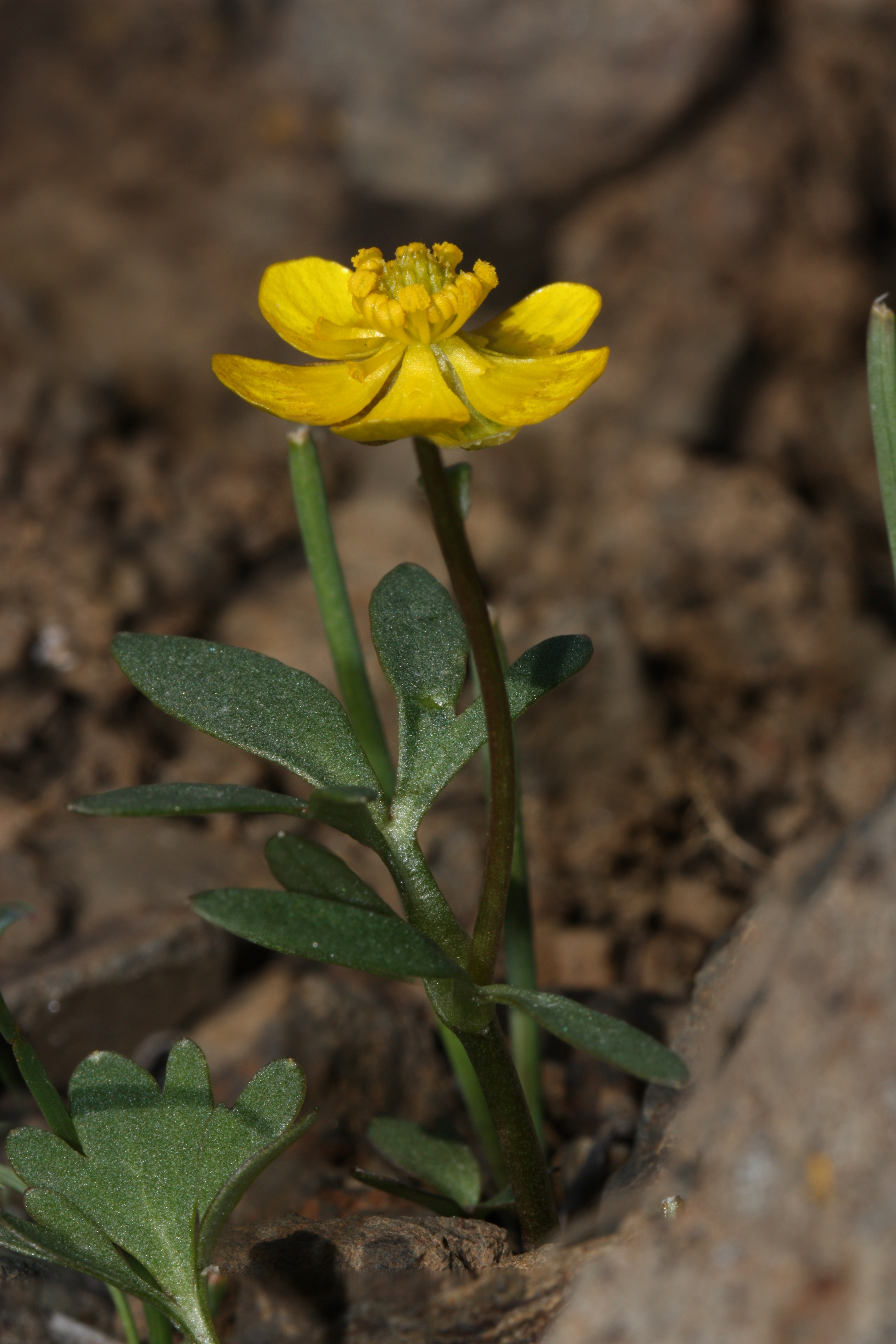
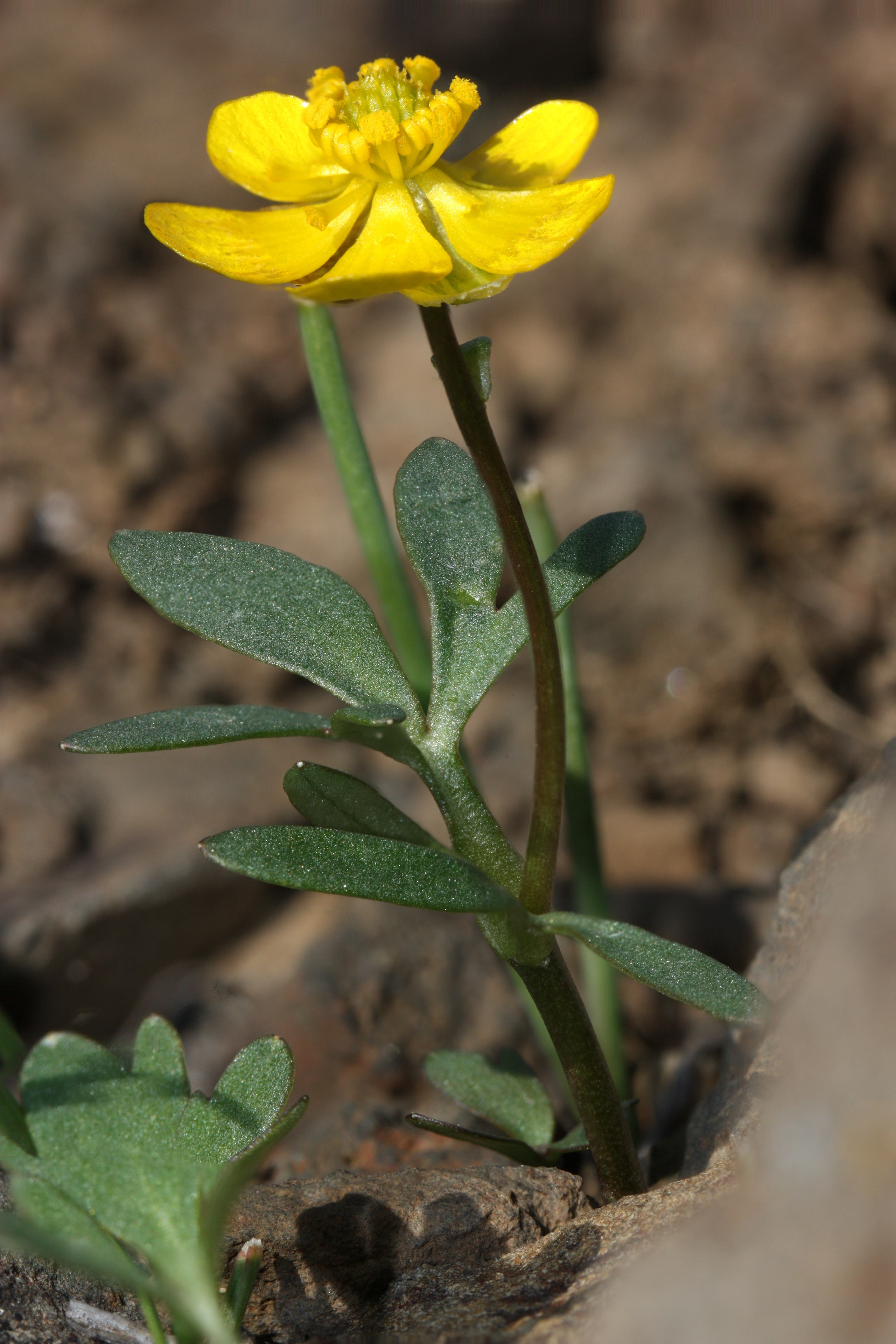
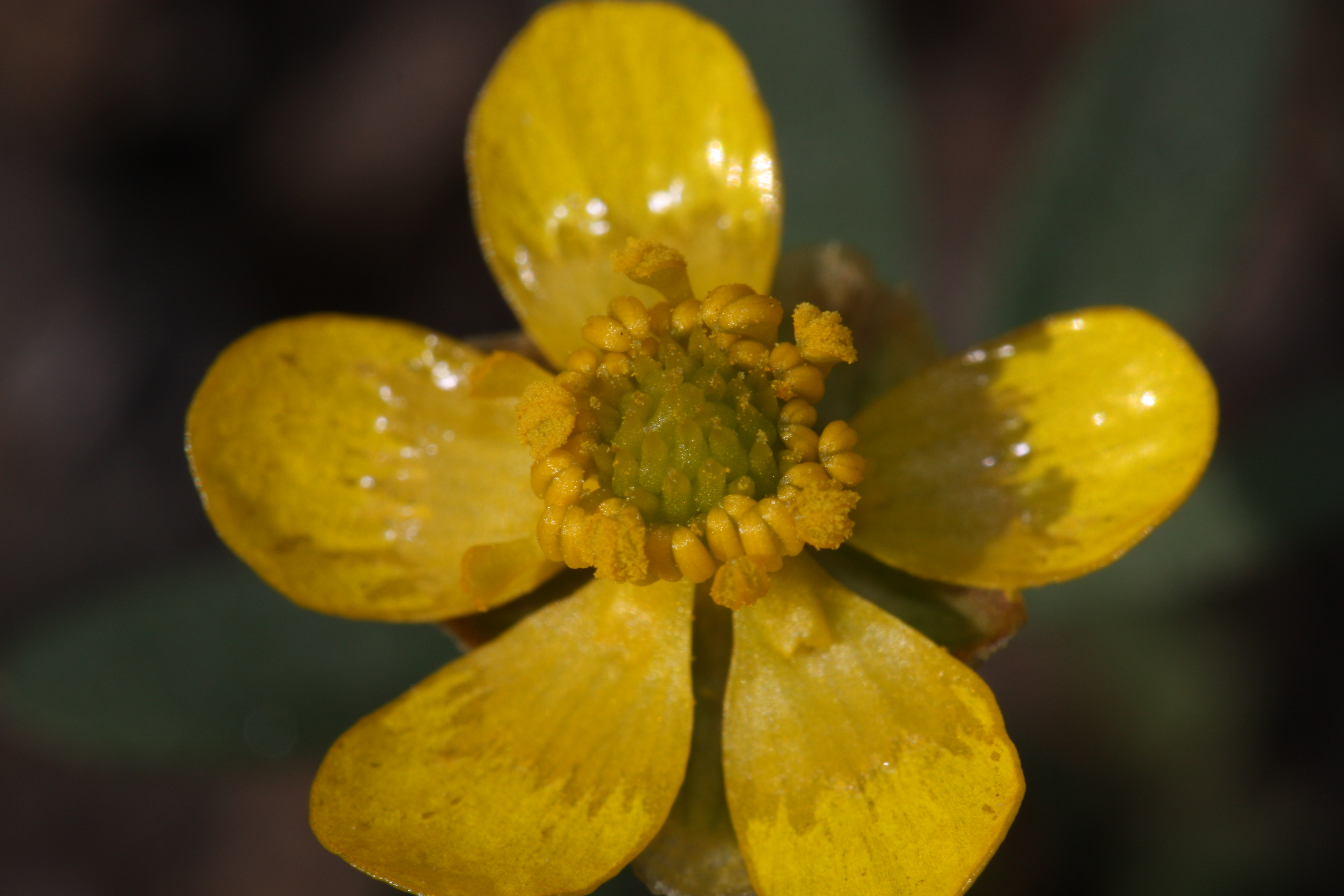